# Blang Me (Kuta Blang)
Blang Me is een bestuurslaag in het regentschap Bireuen van de provincie Atjeh, Indonesië. Blang Me telt 1319 inwoners (volkstelling 2010).